# Sešsešet
| z · S | z · S | t |

| z · S | z · S | t |

Sešsešet byla matkou zakladatele a prvního krále 6. dynastie, faraona Tetiho. Pomohla svému synovi získat trůn a usmířit dvě soupeřící frakce královské rodiny. V roce 2008 archeologové objevili pravděpodobně její pyramidu.

## Rodina
Sešsešet byla babičkou třetího krále 6. dynastie faraona Pepiho I. Tetiho manželka královna Iput I. byla dcerou posledního faraona 5. dynastie, krále Venise. Dynastie založená Tetim je považována za součást Staré říše, což je termín používaný až moderními historiky. V královských pokrevních liniích, ani v umístění hlavního města nedošlo k žádnému zvratu oproti předchůdcům 6. dynastie, došlo však k významným změnám kulturním, které vedly egyptology k odlišení různých období. Soudobých důkazů o existenci Sešsešet bylo až do znovuobjevení její pyramidy shromážděno málo. Pod titulem Králova matka jsou její statky zmíněny v hrobce vezíra Mehiho ze začátku 6. dynastie. Okrajově je zmíněna jako Tetiho matka v popisu léku na plešatost v Ebersově papyru. Ebersův papyrus se zmiňuje o léku na růst vlasů pro královnu. S tím koresponduje i Manehtova zmínka, že se Teti věnoval lékařství a psal anatomická díla.
Na reliéfu z Tetiho zádušního chrámu se zachovala královnina hlava, které však byly záměrně odtesány oči. To může znamenat, že královna upadla v nemilost, protože i další Sešsešetiny památky jsou velmi poškozené.
Po své matce pojmenoval král Teti své dcery.

## Tituly
- královská matka Tetiho[1][2]
- matka krále Horního a Dolního Egypta Tetiho[1][2]
- kněžka Chasepefova[1][2]

## Objev pyramidy

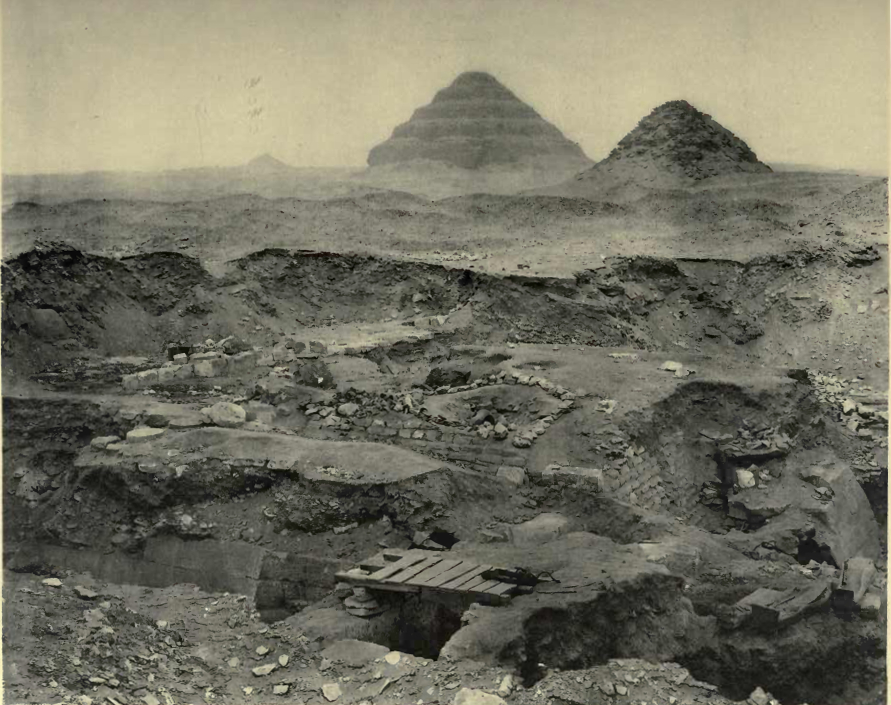
Satelitní pyramida Tetiho pyramidy během probíhajících vykopávek (1906).

Dne 8. listopadu 2008 oznámil egyptský vedoucí archeolog Zahi Hawass, tehdejší generální tajemník egyptské Nejvyšší rady pro památky (2002–2011), že Sešsešet byla pohřbena v Sakkáře ve 4300 let staré pyramidě bez vrcholku, která měří 5 metrů na výšku. Zahi Hawass uvedl, že může být nejkompletnější satelitní pyramidou v Sakkáře. Hrob má číslo 118 mezi starověkými pyramidami dosud objevenými v Egyptě. Největší část jejího 2 metru silného pláště byla zbudována s nástavbou vysokou 5 metrů.
Hawassův archeologický tým začal s vykopávkami na tomto místě v roce 2006. K objevu pyramidy došlo v září 2008 odkrytím stavby v písku. Stavba původně dosahovala výšky 14 metrů a její strany byly dlouhé 22 metrů.
Kdysi pětipatrová pyramida byla objevena pod sedmimetrovou vrstvou písku spolu s malou svatyní a vepřovicovými zdmi z pozdějších období. Je to třetí známá satelitní pyramida u Tetiho hrobky. Měla původně výšku 14 metrů a základnu 22 metrů, vzhledem k tomu její stěny stály v úhlu 51°. Její základna pohřbená vedle stupňové pyramidy v Sakkáře leží 19 metrů pod úrovní terénu.
Sešsešetina pyramida leží poblíž dvou dalších pyramid, které patří dvěma Venisovým manželkám, Nebet a Chenut. Archeologové vstoupili do Sešsešetiny pyramidy dne 8. ledna 2009. V sarkofágu hrobky byly nalezeny ostatky považované za Sešsešet. Mumie byla nalezena zabalená do plátna v 22 metrů dlouhé a 4 metry široké komoře. Přestože archeologové nenašli jméno královny výslovně zachycené hieroglyfy, existují důkazy o tom, že mumie patřila matce vládce 6. dynastie, krále Tetiho, uvedl Zahi Hawass ve svém prohlášení. „Předpokládá se, že tyto pozůstatky patří královně Sešsešet zejména proto, že pyramida nebyla postavena pro bohoslužby, ale byla to pohřební pyramida,“ řekl. Zahi Hawass rovněž dodal, že sarkofág byl zřejmě vyloupen. Starověcí lupiči ukradli většinu cenností zevnitř sarkofágu a zanechali po sobě pouze části těla a poměrně hodně keramiky a zlata, které se používalo k zakrytí prstů královských faraonů.
Přestože zdobí stavbu starobylá grafická výzdoba v dobrém stavu, byla hrobka oloupena o stovky cenných artefaktů zřejmě již před staletími.